# Cyrtodactylus australotitiwangsaensis
Cyrtodactylus australotitiwangsaensis es una especie de gecos de la familia Gekkonidae.

## Distribución geográfica
Es una especie endémica de las montañas del centro de la Malasia Peninsular. Su rango altitudinal oscila entre 1059 y 1346 m s. n. m..